# Lutte contre le sida

Symbole de lutte contre le VIH/SIDA

La lutte contre le sida (ou le syndrome d'immunodéficience acquise) désigne l'ensemble des politiques, stratégies, activités et moyens investis pour contenir la propagation de cette maladie à l'échelle mondiale, continentale ainsi que dans chaque pays.

## Aperçu du sida

### Du VIH au SIDA
Le virus de l'immunodéficience humaine demeure une préoccupation majeure de santé publique à l’échelle mondiale. L'OMS estime à 39 millions, le nombre de personnes vivant avec le VIH à la fin de 2022, dont la majorité en Afrique bien que le virus connaisse une transmission continue dans tous les pays du monde. Cette infection virale cible et détruit les lymphocytes T, des globules blancs endommageant ainsi le système immunitaire,. Les premières années, les personnes séropositives (porteuses du VIH) ne présentent généralement pas de symptômes cliniques. Cependant, le virus évolue vers le syndrome de l’immunodéficience acquise (en acronyme, sida) quelques années après faute de traitement convenable. Il correspond au moment où le système immunitaire dysfonctionne en raison de la destruction des lymphocytes T par le virus, ce qui entraine d'autres complications comme des maladies opportunistes. Selon, l'ONUSIDA, le sida est la phase terminale d’une contamination au VIH,.

### Transmission
Le VIH, responsable du sida au stade avancé, se transmet par :
- rapports sexuels (vaginaux ou anaux) non protégés et, très rarement, des contacts bucco-génitaux avec un sujet infecté ;
- transfusion de sang contaminé ;
- partage d’aiguilles, de seringues, d’autres matériels d’injection ou chirurgicaux et d’autres instruments pointus utilisées par une personne infectée ;
- transmission de la mère infectée à l’enfant pendant la grossesse, l’accouchement ou l’allaitement[7].

## Prévention et traitement
Bien qu'il continue de faire des victimes, le sida ne fait plus partie des dix principales causes de décès dans le monde depuis 2019 étant relégué de la 8e position à la 19e. Plusieurs programmes et stratégies sont mis en œuvre pour traiter ou réduire le risque d’infection sur tous les continents.

### En Afrique subsaharienne
Selon l’ONUSIDA, en Afrique subsaharienne :
- chez les adolescents âgés de 15 à 19 ans, six nouvelles infections au VIH sur sept touchent des filles ;
- les jeunes femmes âgées de 15 à 24 ans sont deux fois plus susceptibles de vivre avec le VIH que les hommes ;
- en 2020, les femmes et les filles représentaient 63 % des nouveaux cas positifs au VIH.

Pour lutter contre la maladie, l'institution fixe à l'horizon 2030 son objectif des '' 3 x 90'' adopté en déclaration politique en juin 2021 par l'Assemblée générale des nations unies.
En détail, «95 % des personnes vivant avec le VIH connaissant leur statut sérologique, 95 % des personnes infectées sous traitement antirétroviral (ARV) durable et 95 % des personnes sous traitement ayant une charge virale indétectable et donc non contagieuses». Ainsi, de la prévention au dépistage en passant par la facilitation des traitements et l’accompagnement, des progrès ont été réalisés en Afrique, continent le plus touché par la maladie,. L'ONU informe en juillet 2023 que le Botswana, l’Eswatini, le Rwanda, la république unie de Tanzanie et le Zimbabwe ont atteint les objectifs 95-95-95. L’Eswatini par exemple qui affichait l’un des taux de prévalence du VIH les plus élevés au monde.réussit à atteindre ces objectifs :
1. 95 % des personnes vivant avec le VIH en Eswatini sont au courant de leur état sérologique ;
2. Parmi les personnes séropositives, 95 % ont accès à un traitement ;
3. 95 % des personnes sous traitement ont une charge virale indétectable.

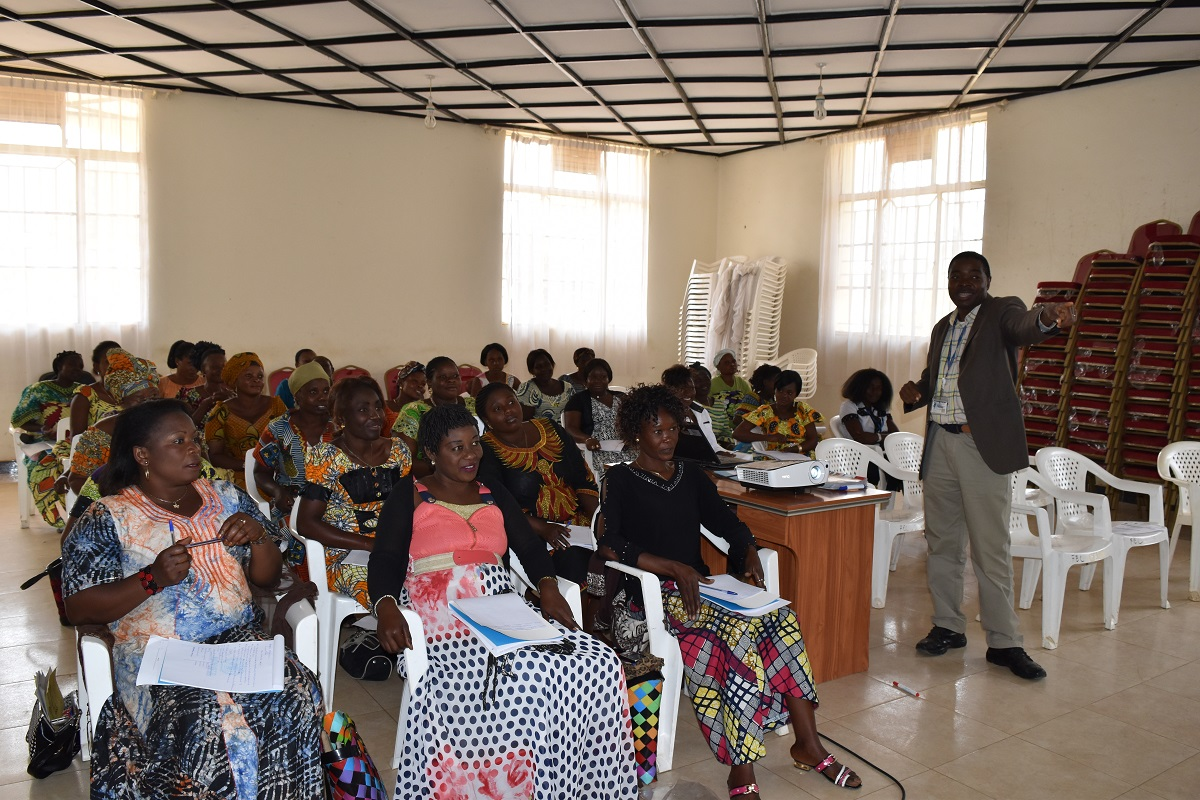
Formation de la MONUSCO sur la prévention et la lutte contre le VIH-Sida animée en Swahili et Lingala.

Cette réalisation est due aux investissements, telle que la contribution du Fonds mondial dans la prévention et le traitement du VIH,.
Au Kenya, Médecins sans frontières a conduit en 2014 le projet de Ndhiwa aux près des milliers d'habitants pour les soins et le dépistage. Et mieux, à l'achèvement du projet, des dispositions sont prises avec le ministère kenyan de la santé pour l'assistance des personnels de santé dans la prise en charge des victimes,.
L'Afrique du Sud a mis en place le plus grand programme de traitement antirétroviral au monde, contribuant à réduire le nombre de nouveaux cas d’infection au VIH avec l'administration de la substance cabotegravir aux femmes. Des millions de trousses d’autodépistage sont distribuées dans des secteurs cibles du pays.
Aux côtés des efforts publics, l’ONG Solthis a mené le programme d’autodépistage Atlas pour l’Afrique de l’Ouest et centrale, avec l'appui de l’ Unitaid et de l’Agence française de développement. « L’un des gros avantages de l’autodépistage, c’est son caractère confidentiel » déclare Joseph Larmarange, coordinateur des activités de recherche du projet Atlas.

### En Afrique du nord et au Moyen-Orient
Au Maroc, depuis le début en 1986, de grandes avancées s'observent dans la lutte contre le VIH-Sida. Le royaume chérifien a placé la riposte au VIH parmi les priorités sanitaires nationales. Le Plan stratégique national (PSN), lancé en 2017 et étendu jusqu’en 2023, constitue le cadre d’action avec une trentaine de centres de prise en charge et des laboratoires pour combattre le sida. On estime que les nouvelles infections sont réduites de 50% de 2010 à 2022.

### En Amérique
Les États-Unis s'activent contre le VIH/SIDA avec le Plan présidentiel d’aide d’urgence des États-Unis à la lutte contre le sida (PEPFAR). Lancé en 2003 par George Bush, ce plan offre des services de traitement et de dépistage du VIH à des millions de personnes, dont plus de 20 millions bénéficient d’un traitement antirétroviral salvateur dans le monde entier. « Lorsque j’ai pris mes fonctions de Ministre de la santé de l’Éthiopie, j’ai utilisé les fonds de ce programme pour sauver des vies et faire reculer l’épidémie de VIH qui balayait mon pays et une grande partie du continent » a déclaré le directeur général de l'OMS Dr Tedros Adhanom Ghebreyesus en décembre 2023.
Au Canada, le gouvernement fédéral érige l’Initiative fédérale de lutte contre le VIH/sida. Les autorités mentionnent officiellement que « cette initiative assure le financement de programmes de prévention et de soutien ciblant les populations prioritaires clés ainsi que de la recherche, de la surveillance, de la sensibilisation du public et de l’évaluation ». Elle consiste : 
- à la prévention des infections et de leur transmission ;
- au ralentissement la progression de la maladie et améliorer la qualité de vie ;
- à l'atténuation les répercussions sociales et économiques du VIH/sida ;
- à une contribution aux efforts mondiaux en vue de réduire la propagation du VIH et d'atténuer les répercussions de la maladie.

L'Agence de la santé publique du Canada (ASPC) est chargée de la coordination de l'Initiative fédérale.

### En Europe
La lutte contre le sida en Europe combine médicaments, suivi médical et sensibilisation pour améliorer la qualité de vie des personnes touchées par le VIH. Selon les données de l’OMS et du Centre européen de prévention et de contrôle des maladies (ECDC), en 2022, près de 23 000 personnes ont été testées positives au VIH dans l’Union européenne, soit 30 % de plus qu’en 2021.
Les progressions les plus importantes concernent la Chypre, l’Estonie et la Slovénie. Plusieurs facteurs expliquent cette hausse : d’abord, une augmentation du nombre de diagnostics. Ensuite, les migrations jouent un rôle significatif, avec 48,3 % des personnes diagnostiquées en 2022 originaires d’un autre pays que celui du dépistage, souvent d’Europe centrale ou de l’Est.

Logo de l'association de lutte contre le SIDA : « Sidaction »

En France, le ministère de la Santé coordonne les politiques de prévention, de prise en charge des malades et de lutte contre la stigmatisation et la discrimination liées au VIH/sida. La lutte est également menée par plusieurs organisations dont l'Institut Pasteur, Sidaction et Croix-Rouge française.